# اقتصاد امپراتوری بیزانس
اقتصاد بیزانس برای قرن‌ها یکی از قوی‌ترین اقتصادهای مدیترانه بود. قسطنطنیه مرکز اصلی در یک شبکه بازرگانی بود که در دوران مختلف تقریباً در سراسر آسیا، اروپا و شمال آفریقا گسترش یافته بود.
برخی از محققان معتقدند که تا زمان ورود اعراب در قرن هفتم، امپراتوری روم شرقی قدرتمندترین اقتصاد جهان را داشت. با این حال، فتوحات اعراب منجر به دوره‌ای از افول و رکود شد. اصلاحات کنستانتین پنجم (حدود ۷۶۵م) سرآغاز تجدید حیاتی بود که تا سال ۱۲۰۴م ادامه یافت. از قرن دهم تا پایان قرن دوازدهم، امپراتوری بیزانس تصویری از تجمل را به نمایش گذاشت و مسافران تحت تأثیر ثروت آن در این دوره قرار گرفتند.
همه اینها با فرا رسیدن جنگ صلیبی چهارم که یک فاجعه اقتصادی بود تغییر کرد. سلسله پالایولوگی کوشید تا اقتصاد را احیا کند، اما دولت متاخر بیزانس نتوانست کنترل کامل نیروهای اقتصادی خارجی و داخلی را به دست آورد.
یکی از پایه‌های اقتصادی امپراتوری، بازرگانی بود. دولت هم تجارت داخلی و هم تجارت بین‌المللی را به شدت کنترل می‌کرد و انحصار صدور سکه را حفظ می‌کرد. قسطنطنیه در اغلب دوران قرون وسطی تنها مهم‌ترین مرکز بازرگانی اروپا باقی ماند، تا زمانی که جمهوری ونیز به آرامی شروع به پیشی گرفتن از بازرگانان بیزانسی در بازرگانی کرد.

## بازرگانی
یکی از پایه‌های اقتصادی امپراتوری بیزانس بازرگانی بود. قسطنطنیه در مسیرهای بازرگانی مهم شرق به غرب و شمال به جنوب قرار داشت. ترابوزان بندر مهمی در بازرگانی شرق بود. مسیرهای دقیق در طول سال‌ها با جنگ و وضعیت سیاسی متفاوت بود. واردات و صادرات به‌طور یکسان ده درصد مشمول مالیات شد.
غلات و ابریشم دو مورد از مهم‌ترین کالاهای امپراتوری بودند. حمله اعراب به مصر و سوریه به بازرگانی بیزانس آسیب رساند و بر تأمین غلات پایتخت تأثیر گذاشت. با افزایش جمعیت در قرن ۹ و ۱۰، تقاضا برای غلات نیز افزایش یافت. در قسطنطنیه بازاری برای غلات وجود داشت، اما کاملاً خودتنظیم‌کننده نبود: دولت می‌توانست در در دسترس بودن غلات و شکل‌گیری قیمت‌ها نقش داشته باشد.
ابریشم توسط دولت هم به عنوان وسیله پرداخت و هم برای دیپلماسی استفاده می‌شد. ابریشم خام از چین خریداری می‌شد و به پارچه‌های باریک و پارچه‌ای از طلا تبدیل می‌شد که قیمت‌های بالایی در سراسر جهان داشت. بعدها، کرم‌های ابریشم به صورت قاچاق به امپراتوری منتقل شد و بازرگانی زمینی ابریشم اهمیت کمتری پیدا کرد.
پس از ژوستینیانوس اول، تولید و فروش ابریشم به یک انحصار امپراتوری تبدیل شد، که فقط در کارخانه‌های امپراتوری فرآوری می‌شد و به خریداران مجاز فروخته می‌شد. بازرگانان ابریشم خام می‌توانستند ابریشم خام را از خارج از قسطنطنیه بخرند، اما خودشان صلاحیت سفر به خارج از شهر برای تهیه آن را نداشتند - احتمالاً برای اینکه فعالیت بازرگانان استانی را که ابریشم می‌فروشند، به خطر نیندازند.
روغن، شراب، نمک، ماهی، گوشت، سبزیجات، سایر محصولات غذایی، الوار و موم. سرامیک، کتان و پارچه‌های بافته شده نیز از کالاهای بازرگانی بودند. اقلام لوکس، مانند ابریشم، عطر و ادویه جات نیز مهم بودند.
تجارت بردگان هم از طرف دولت و هم احتمالاً توسط افراد خصوصی انجام می‌شد. بازرگانی بین‌المللی نه تنها در قسطنطنیه که تا اواخر قرن دوازدهم مرکز مهم تجارت تجملات شرقی بود، انجام می‌شد، بلکه در شهرهای دیگری که به عنوان مراکز بازرگانی بین منطقه ای و بین‌المللی عمل می‌کردند، مانند تسالونیکی و ترابوزان نیز انجام می‌شد.
منسوجات باید تا حد زیادی مهم‌ترین کالای صادراتی بوده باشند.
امپراتوری همچنین از طریق ونیز فعالیت بازرگانی داشت (تا زمانی که ونیز بخشی از امپراتوری بود): نمک، چوب، آهن، و بردگان، و همچنین محصولات لوکس از شرق، مبادله می‌شدند.
در سال ۹۹۲م، باسیل دوم با پیترو اورسئولو دوم معاهده‌ای منعقد کرد که بر اساس آن عوارض گمرکی ونیز در قسطنطنیه از ۳۰ نومیسمتا به ۱۷ نومیسمتا در ازای موافقت ونیزی‌ها برای انتقال نیروهای بیزانسی به جنوب ایتالیا در زمان جنگ، کاهش می‌یابد. در طول قرون ۱۱ و ۱۲م بازرگانی ایتالیا در امپراتوری تحت شرایط ممتازی انجام می‌شد که در معاهده‌ها و امتیازاتی که به آمالفی، ونیز، جنوا و پیزا اعطا شده بود، گنجانده شده بود.
جنگ صلیبی چهارم و تسلط ونیزی ها بر بازرگانی در این منطقه شرایط جدیدی را ایجاد کرد. در سال ۱۲۶۱م به جنوایی‌ها امتیازات گمرکی سخاوتمندانه داده شد و شش سال بعد ونیزی‌ها محله اصلی خود را در قسطنطنیه به دست آوردند. دو قدرت بازرگانی ایتالیایی شمالی شرایطی را به وجود آوردند که به آنها اجازه داد تا به هر نقطه در بیزانس برسند و کل منطقه اقتصادی را در خدمت منافع بازرگانی خود قرار دهند.
سلسله پالایولوگی کوشید تا اقتصاد را احیا کند، و اشکال سنتی نظارت سیاسی و هدایت اقتصاد را دوباره برقرار کند. با این حال، آشکار بود که دولت متاخر بیزانس قادر به کنترل کامل نیروهای اقتصادی خارجی و داخلی نبود. به تدریج دولت نفوذ خود را بر شیوه‌های تجارت و مکانیسم‌های قیمت و کنترل خود بر خروج فلزات گرانبها و به گفته برخی از محققان حتی بر ضرب سکه از دست داد.
مقامات بیزانسی متاخر که قرار بود یک سیاست نظارتی را اجرا کنند، از اختیارات دولتی که در اختیار آنها گذاشته شده بود برای پیگیری کسب و کار شخصی خود استفاده کردند.
فعالیت بازرگانی خصوصی نیز تحت تأثیر بحران‌های سیاست خارجی و فرسایش داخلی بیزانس قرار گرفت.